# Erich Kellerhals
Erich Kellerhals (Ingolstadt, 8 de noviembre de 1939-Salzburgo, 25 de diciembre de 2017) fue un multimillonario empresario alemán.

## Carrera
Erich Kellerhals y su esposa Helga, junto con Walter Gunz y Leopold Stiefel, fundaron en común la sociedad MediaMarktSaturn Retail Group en 1979, propietaria de la cadena de electrónica de consumo Media Markt.

## Vida personal
Se casó, tuvo un hijo y vivía en Ingolstadt (Baviera, Alemania).